# Aongstroemia cameruniae
Aongstroemia cameruniae là một loài Rêu trong họ Dicranaceae. Loài này được (Müll. Hal. ex Dusén) Müll. Hal. mô tả khoa học đầu tiên năm 1900.